# Looney Tunes (jeu vidéo, 1992)
Looney Tunes (ルーニー・テューンズ バックスバニーとゆかいな仲間たち, Looney Tunes: Bugs Bunny to Yukai na Nakama-tachi) est un jeu vidéo de plates-formes sorti en 1992 sur Game Boy, et porté en 1999 sur Game Boy Color. Il a été édité par Sunsoft.
Il comprend sept stages permettant au joueur de contrôler différents personnages des dessins animés du même nom.

## Stages

### Stage 1:Daffy Duck
Dans ce stage, l'arme de Daffy est un frisbee, les ennemis sont des corbeaux et des singes, les mini-boss sont Sam le pirate et Marvin le Martien et le boss un poisson mécanique.

### Stage 2:Titi
Dans ce stage, Titi n'a aucune arme, les ennemis sont Grosminet, Grosminet Jr., et des personnages qui lancent des objets. Il n'y a pas de mini-boss et de boss.

### Stage 3:Porky Pig
Dans ce stage, l'arme de Porky est un tir d'étoiles, les ennemis sont des satellites et des O.V.N.I., le mini-boss est Hazel la sorcière et le boss une étoile noire qui tournait autour de Hazel.

### Stage 4:Taz(bonus)
Dans ce stage bonus, il faut juste faire manger Taz le plus de gigots en une minute.

### Stage 5:Speedy Gonzales
Dans ce stage, l'arme de Speedy est une danse qui le fait envoyer des étoiles, les ennemis sont des fantômes, des grenouilles et des momies, les mini-boss sont une grosse momie, une grosse grenouille et le boss est un vampire.

### Stage 6:Bip Bip
Dans ce stage, Bip Bip n'a aucune arme (mais il peut tirer la langue comme il fait d'habitude), il n'y a pas d'ennemis et de mini-boss et le boss est Vil Coyote.

### Stage 7:Bugs Bunny
Dans ce stage, l'arme de Bugs est la même que celle Daffy, les ennemis sont les mêmes que dans le stage de Speedy, les mini-boss sont tous ceux des stages précédents avec un squelette de perroquet et un bonhomme bleu à lunettes noires lanceur de rochers créé pour ce stage et le boss est Elmer Fudd.

## Accueil
- Jeuxvideo.com : 16/20[2]